# 中華民國軍事佔領台灣論

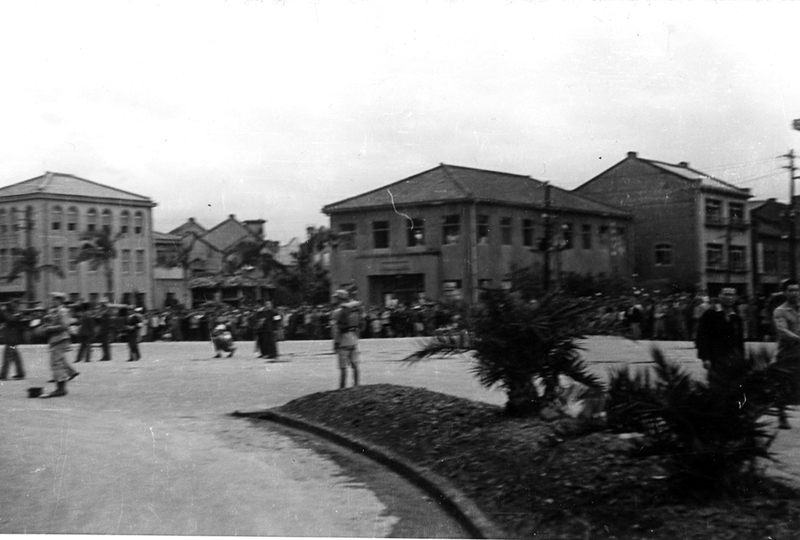
杜魯門圖書館暨博物館收藏的一張照片，標題為「在台灣台北的中國佔領軍」，攝於1945年10月25日。

中華民國軍事佔領台灣論是一種描述台灣法律地位的論點，認為中華民國於1945年10月25日接管台灣及澎湖之舉是二戰同盟國規劃的「軍事佔領」。
該論點指出，第二次世界大戰後期，美國原本計劃佔領台灣，但後來由於種種因素而放棄了原計劃，並將計劃改為輔助中華民國佔領台灣。該論點並引述軍事佔領不能導致領土主權轉移的國際法規則，以反駁國民政府宣稱台灣已「光復」、回歸中國的論述。
目前，學術界仍有部份觀點主張台灣在1945年10月25日由中華民國接管的事件是「軍事佔領」。相反地，統治台灣的中華民國政府則否認軍事佔領的觀點，並主張台灣已於當年「光復」而成為中華民國領土。

## 概念
在國際法中，一國的領土如果因為戰爭而處於敵軍當局的權力之下，即為被佔領的領土。當一個交戰國成功佔領敵國領土的全部或一部份，它就實現了戰爭的一個重要目的，它不僅能將該領土的資源用於軍事用途，還能以該領土作為自己軍事勝利的保證，使敵國明白有必要接受它提出的講和條件:320。佔領國不能因為佔領領土而獲得該領土的主權:322，必須經過國際法的一定程序之承認後才能擁有主權，此乃國際間的基本概念:87。
提到「佔領」，或較確切的「軍事佔領」，人們往往因為誤會而聯想到侵略或奴役等行為。雖然軍事佔領曾經在歷史上的主要目的就是併吞他國領土，但自從1648年之後，藉由戰爭手段佔領他國領土並予以併吞的行為不再得到國際法認可，軍事佔領便逐漸成為一種臨時行為，而並不導致被佔領土主權的轉移。在戰爭法形成之後，實際控制敵國領土的佔領國不再是征服者或奴役者，而是被視為該領土在佔領期間的臨時管理者，它有責任恢復和保證被佔領土的安全和秩序以及保證被佔領土内居民必要的生活条件。

## 背景
1895年，中國在甲午戰爭中戰敗，與日本簽訂《馬關條約》，割讓台灣及澎湖主權予日本。自此，台灣開始由日本統治。
1939年，第二次世界大戰爆發。1941年12月8日，日本海軍突襲珍珠港，同時美國的殖民地菲律賓也遭到從台灣起飛的日本轟炸機攻擊。被日本稱為「靜止的航空母艦」的台灣之戰略地位，從此受到美國關注:65。1942年起，美國陸軍、陸軍航空軍、海軍都著手進行台灣島的戰略調查與攻佔準備:39。當時美國軍方主要關心的議題在於台灣能否作為美國進攻日本本土的基地，以及台灣人在長期佔領之下會配合或抵抗。
1943年末，美國海軍為切斷日本大本營與南洋日軍間的聯繫，開始擬定計劃佔領台灣以作為攻擊日本本土的基地，該作戰行動的代號為「堤道」（Causeway）。為達此一目標，海軍在哥倫比亞大學海軍軍政學院設立特別研究中心「台灣研究組」，該研究組為佔領台灣的計劃草擬十數冊民政手冊、作戰地圖、未公開的訓練資料，並在此後一年間準備了種種攻台計劃給有關單位，而海軍作戰單位同時著手訓練一批將來執行佔領任務的軍政官員，以備順利接手控制台灣的民生與經濟等各項行政工作:12–13:41。11月底，同盟國美國、英國、中國（中華民國）於埃及首都開羅舉行會議，商討反攻日本的戰略及戰後國際局勢的安排，中國並希望同盟國同意戰後台灣回歸中國。於是在12月1日，三國發表會議結果的「新聞公報」，其內容聲明三國堅持對日作戰、台灣應歸還中華民國等，後來此新聞公報被改稱為「開羅宣言」。
美英中三國對於戰後台灣的處置所做的公開承諾，與美國海軍正在進行的攻佔台灣計劃似乎有所衝突。為此，哥倫比亞大學海軍軍政學院特別進行了國際法方面的研究，海軍預備役菲利浦中尉提出的備忘錄對此一問題列出多項重要見解，其中指出:45：
|  | 在國際法上，任何國家的領土主權宣稱並無法自行完成主權之合法化，國際間政治承諾之變更僅負有道德上的義務，戰爭結束後的和平條約方能夠完成最終處置。……開羅宣言宣稱要將台灣歸還中國，此歸還若是指主權轉移，顯然在戰爭結束之前是不可能落實的。為了軍事上的需要，台灣不能立即歸還中國，而需作為大規模軍事行動佔領之用。此政策思考是為了遠東政治發展之不確定性，必須延遲主權轉移，從法律、軍事、政策觀點而言，均無法在佔領後立即落實開羅宣言。 |

1944年元月，國民政府主席蔣介石指示行政院秘書處、對日工作委員會著手研究收復台灣之政治準備工作:52。3月12日，美軍參謀長聯席會作出指示，要求海軍尼米茲上將籌劃於1945年2月執行攻佔台灣的「堤道行動」（Operation Causeway），同時也要求陸軍麥克阿瑟將軍籌劃於1945年2月收復菲律賓呂宋島。在應否攻取台灣的問題上，海軍與陸軍之間開始出現爭論，海軍尼米茲主張進攻台灣以截斷日本運往南方的補給線，陸軍麥克阿瑟則堅持進攻呂宋島以收復菲律賓，雙方間的不同看法持續拉鋸:13:43。3月15日，中國行政院秘書處向蔣介石建議收復台灣的第一步是採用盟軍之方式由中國主持軍政府，收復後再恢復行省的地位，且目前應先成立一「臺灣設省籌備委員會」，由政府派大員主持:9:52。但是，中國外交部對於此問題有不同看法。中國外交部明白戰後台灣接收問題是盟軍整體接收計劃的一環，並非中國可以獨自決定，不宜就台灣問題提出要求，因此建議針對盟軍佔領地區，要求派遣中國軍事人員加入盟軍指揮部：
|  | ……查此項問題，為盟軍在遠東與太平洋作戰期間，對於收復與占領地區究應如何管理問題中之一部，我方此時似不宜專就臺灣一地之管理問題擬具辦法，應顧及整個局面，就此一戰區收復與占領地區之管理問題，擬具全盤計劃（包括臺灣在內），向美英二國進行洽商。 |

蔣介石接受了外交部的建議，指示外交部先與美英洽商《遠東戰區內收復暨占領地域行政管理協定草案》，將來根據該協定之原則以及台灣的實際情形，與美英商定管理辦法。顯見中國最高當局確知戰後的台灣屬於同盟國佔領區，而非自然成為中國領土。1944年4月，在蔣介石的指示下，中國國防最高委員會中央設計局成立「臺灣調查委員會」，統籌歸劃台灣收復事宜。在臺灣調查委員會的討論過程中，其委員們大多認為盟軍將會登陸台灣，故未就軍事佔領問題多做具體研議，只討論如何進行行政接收:53。且相較於美國對台灣的軍事登陸、佔領的計劃規劃，中國則未曾籌策此類軍事計劃，此一現象反映出中國寄望盟軍先登陸佔領台灣，再從盟軍手中收復台灣:11。

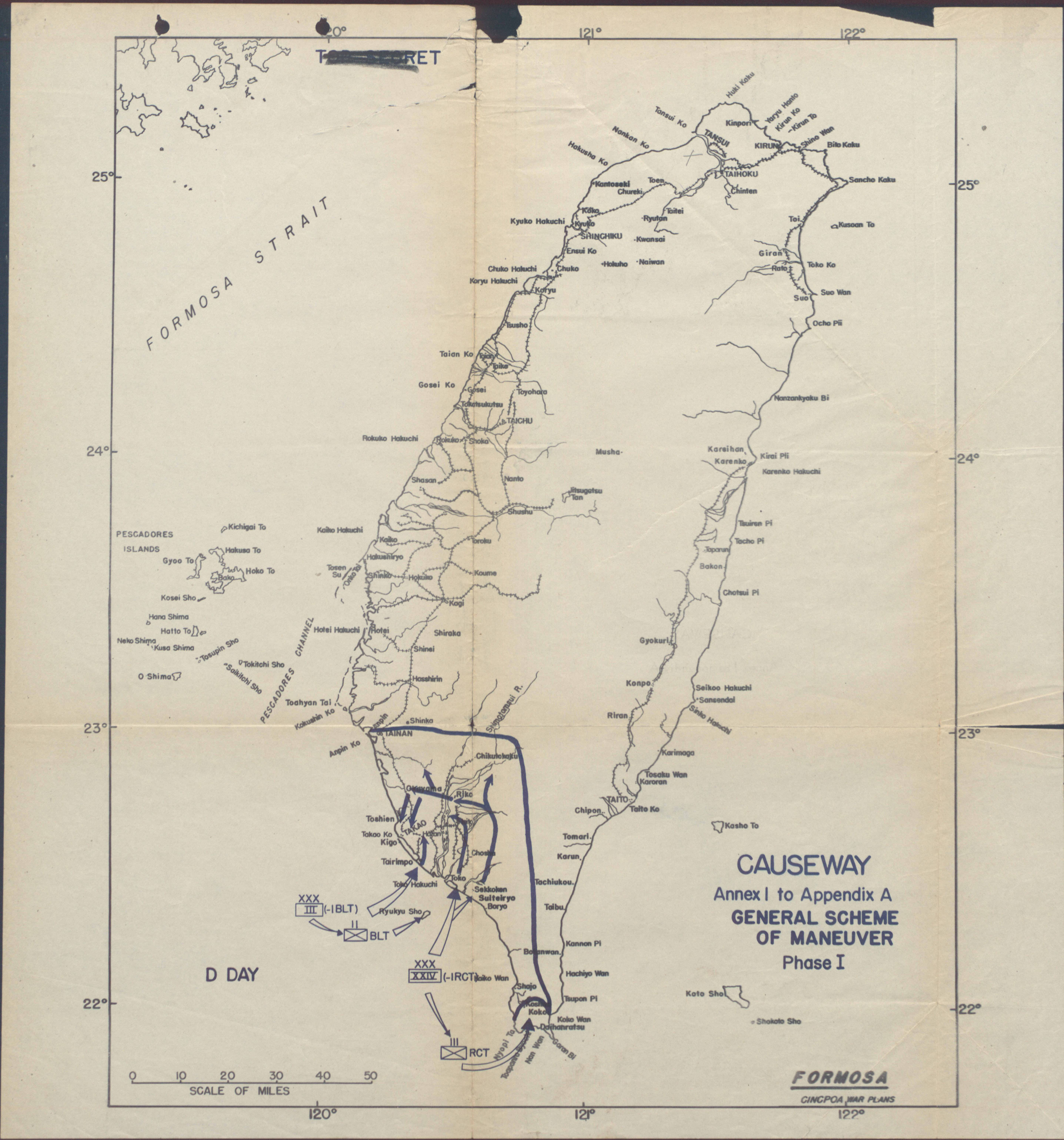
「堤道行動」（Operation Causeway）使用的台灣地圖顯示美國海軍原本計劃從台灣南部的高雄登陸。

1944年7月26日，美國總統羅斯福前往夏威夷主持太平洋戰區軍事會議，聽取海軍尼米茲與陸軍麥克阿瑟的戰略辯論，以決定美軍未來的攻勢路線，但會議未有決斷。9月，海軍又提出1945年3月攻佔台灣、廈門的計劃，而陸軍則再度力主奪取菲律賓呂宋島，並評估了當時的戰爭情勢後反對海軍的台灣佔領計劃，羅斯福對此爭辯亦未立即裁決。10月，參謀長聯席會下令麥克阿瑟進軍呂宋島、尼米茲的海軍陸戰隊攻取硫磺島，美國放棄了海軍攻佔台灣的計劃「堤道行動」:44，但以戰略情報局為首的美軍仍然繼續研究關於「台灣軍政府」的佔領問題:92–93。
1945年3月，蔣介石核定通過臺灣調查委員會制定的〈臺灣接管計劃綱要〉。但由於該綱要主張接管台灣後成立省政府、適用中國一切法令，未考慮軍事佔領問題，直接以台灣成為中國版圖後之行政工作為目標，所以中國外交部對此一設計頗感質疑，於是在5月11日建議：
|  | 關於臺灣之接收，本部以為，為便利推進起見，似有就軍事佔領時期與臺灣正式收歸我版圖時期，分別設計之必要。在軍事佔領臺灣時期，其軍事責任，自應暫由佔領軍負責，如進攻臺灣者係盟軍，則我應派遣「軍事聯絡特派員」加入盟軍統帥部隨同登陸部隊行動……此節似即應與軍事機關預為接洽設計。在臺灣正式改隸我版圖時期，外交方面再由本部呈准設立…… |

然而，臺灣調查委員會主委陳儀對於國際法之規範以及外交部劃分「軍事佔領時期」與「正式收歸版圖時期」之建議不以為然，不承認〈臺灣接管計劃綱要〉的設計疏失。他先致函中央設計局，表示台灣屬於〈復員計劃綱要〉中定義的光復區，經開羅會議決定交還中國，故軍事佔領之日即為光復之日，與先經軍事佔領後於和平條約中割讓之土地不同，故無必要劃分軍事佔領時期與正式復歸中國版圖時期。在取得中央設計局的支持後，陳儀覆函外交部:54：
|  | 查臺灣原係我國領土，軍事占領之日，自是正式歸還我國版圖之時期。……故占領時期與正式改歸版圖時期，無分別設計之必要。且本綱要所訂者，什九為「正式歸我版圖時期」應辦之事。 |

1945年6月中旬，美軍佔領了比台灣更接近日本的琉球，台灣與日本本土間的聯繫被切斷，至此美軍已無佔領台灣的急迫需要:66:13。7月17日至8月2日，同盟國在波茨坦的會議中決定日本的四個本島以外的地區應被分配給幾個盟國進行控制，直到和平條約得以簽訂，依這項計劃，台灣被分配給了中國。同盟國美國、英國、中國並在會議當中的7月26日發表《波茨坦公告》，該公告回顧對納粹德國的勝利以及戰勝日本的決心，同時聲明「開羅宣言」的內容必須實施，並要求日本無條件投降。
1945年7月30日，美國國務院與陸海軍協調委員會附屬遠東小組認為中國在戰後可能發生內戰，無能力統治台灣，如果貿然將台灣交給中國，將給台灣帶來嚴重的政經問題，遂在其台灣軍政府報告中做出結論：「美國必須佔領台灣、建立軍政府，除非狀況允許，方可由中國來承擔此責任。美國在台灣建立的軍政府應持續運作，直到美國政府認為政權可移交予中國當局為止。」但有陸軍將領在8月3日的會議上批評該計劃，質疑為何美國要花費高昂代價在未來的中國領土上建立過渡性軍政府。於是美國放棄了佔領台灣的方針，改為輔助中國佔領:93。隨後，參謀長聯席會於8月9日命令駐中國美軍以最小限度輔助中國佔領台灣。
自同盟國發表《波茨坦公告》要求日本無條件投降之後，由於日方刻意忽視此要求，於是美國分別在1945年8月6日與8月9日向日本投下兩枚原子彈。8月10日，日本天皇表達投降意願。8月12日，美國總統杜魯門指派麥克阿瑟為盟軍最高統帥準備接受日本投降:50。8月14日，杜魯門批准參謀長聯席會制定的《一般命令第一號》並交由麥克阿瑟在日本正式投降時向日本頒佈:50，該文件命令所有各地日軍向同盟國指派的代表人投降，其中台灣及澎湖日軍由蔣介石代表同盟國受降，該文件同時也規範了同盟國對日本全領域各種不同形式的軍事佔領:87。中國政府經由中國戰區美軍總部獲知杜魯門對麥克阿瑟之指令內容:55。由於軍事佔領台灣須運送軍隊渡海至台灣登陸:15，而中國缺乏可用的海、空軍，且台灣島上還有二十萬日軍，是以蔣介石請求中國戰區美軍總部輔助中國軍隊佔領台灣:55。8月15日，日本向同盟國宣佈投降，同盟國開始籌備派遣武裝部隊佔領日本。
1945年8月23日，美軍正式修改台灣軍政府計劃，結論為：「中國必須出兵佔領台灣，並建立軍政府，除非狀況發展不容許其擔負此責任」，並由美國提供中國部隊最小限度之協助。9月2日，日方代表人與同盟國各國代表人一同簽署《降伏文書》，日本正式無條件投降，盟軍最高統帥麥克阿瑟向日方代表人頒佈《一般命令第一號》。9月3日，陳儀受命擔任台灣及澎湖受降主官:15。9月19日，美國由於在台灣成立軍政府的考量已無存在必要，因此正式刪除該軍政府之方案。
1945年10月17日，在美國軍機掩護下，中國軍政人員二百多人抵台，中國陸軍第七十軍約一萬五千名官兵搭乘美國軍艦自基隆港登陸。美軍聯絡組成員約一百名人員也在18日抵達，隨時提供佔領台灣的各項協助工作。陳儀、美軍聯絡組組長顧德理上校於24日同機飛抵台北機場，杜魯門的私人代表洛克也於同日抵達:71。

台灣及澎湖地區的受降儀式。典禮台上懸掛同盟國英、中、美、蘇四國國旗，以及聯合國旗。

1945年10月25日，台灣及澎湖地區的受降儀式在臺北公會堂正式舉行，日方代表安藤利吉簽領受領證，接受陳儀的「署部字第一號命令」，該文件第一點提及麥克阿瑟發佈之《一般命令第一號》內容，即台灣及澎湖日軍向蔣介石投降。第二點說明陳儀依蔣介石、中國戰區總司令何應欽之命接受台灣及澎湖日軍投降，但是，加入了《一般命令第一號》所沒有的「並接收臺灣、澎湖列島之領土、人民、治權、軍政設施及資產」等字眼。更值得注意的是，陳儀在受降儀式結束之後隨即發表廣播演說，片面宣稱台灣及澎湖已「重入中國版圖」、台灣光復:73–75：
|  | 從今天起，臺灣及澎湖列島，已正式重入中國版圖，所有一切土地、人民、政事皆已置於中華民國國民政府主權之下……現在臺灣業已光復，我們應該感謝歷來為光復臺灣而犧牲的革命先烈…… |

## 後續
對於中方宣稱台灣已「重入中國版圖」，同盟國皆未正式承認之，並且都認為台灣仍屬於日本領土:113。如英國在其1946年10月致中國駐英國大使館的信函中表明，開羅宣言本身不能將台灣主權從日本轉移給中國，應該等候與日本簽訂和平條約，或藉由其它正式外交手續才可轉移。美國於同年11月21日也知會中國駐美國大使館，表示從法律角度而言，台灣主權的轉移仍有待正式化，在適當時期可想見將有條約使主權的轉移生效:116–117。1947年7月21日，澳洲外交部給貿易與海關部的備忘錄明確指出，「雖然1943年12月2日的開羅宣言聲明台灣將回歸中國，但該島嶼的主權在對日和約簽訂之前仍然屬於日本:113。」
1948年秋，中國國民黨在國共內戰中節節敗退，中華民國總統蔣介石及國民黨高層開始將資產、技術人員、家屬等轉移至台灣。對於台灣的法律地位，蔣介石當時也明白，1949年1月5日，新上任的臺灣省主席陳誠在就職記者會上稱台灣是剿共堡壘，蔣介石便於12日致電告誡陳誠：「須知此時何時，台灣何地，尚能任吾人如往日放肆無忌，大言不慚乎。台灣法律地位與主權，在對日和會未成以前，不過為我國一托管地之性質，何能明言做為剿共最後之堡壘與民族復興之根據也，豈不令中外稍有常識者之輕笑其為狂囈乎。」
1949年10月1日，中國共產黨在北平建立中華人民共和國；中華民國政府則陸續撤退至廣州、重慶、成都，最終於該年12月撤退至台灣。
1951年9月8日，同盟國與日本簽訂《舊金山和約》，當時由於英、美之間在中國正統政府應由中華民國政府或中華人民共和國政府代表的問題上缺乏共識，於是雙方協商的結果決定中華民國政府和中華人民共和國政府兩者都不邀請出席。而和約中關於台灣的條款，在美國基於戰略考量的籌劃之下，只載明日本放棄台灣主權，隻字未提台灣主權的轉移對象，以便使台灣的地位處於「未定」狀態，好讓美國本身保有法律根據能夠繼續派遣第七艦隊防止台灣落入中共之手。:7
《舊金山和約》簽訂後，根據英美先前達成的共識，由日本自行選定其認為可代表「中國」的政府並與之締結中國與日本之間的和平條約。由於美國承認中華民國政府代表中國，於是在美國的壓力下，日本選擇與中華民國政府締結和約。在日本與中華民國政府研擬「中日和約」的過程中，美國於1951年9月17日明告中華民國人員避免使用任何語句暗示台灣將會因為該和約之簽訂而成為中國領土。1952年4月28日，中華民國與日本簽訂《中日和約》，該和約第二條僅承認《舊金山和約》對台灣之處置，仍舊未提及台灣主權的轉移對象:8。5月13日，中華民國外交部在其〈議定中華民國與日本國間和平條約總報告書〉中寫道：「查金山和約僅規定日本放棄台灣澎湖，而未明定其誰屬，此點自非中日和約所能補救」。
1954年12月1日，美國針對隔天即將簽署的《中美共同防禦條約》召開記者會。美國發言人在記者會上提及台灣的法律地位時說：「台灣和澎湖的主權在法律上從未被決定。這是因為對日和平條約僅涉及日本放棄這些島嶼的主權，但未來的主權沒有被對日和平條約決定，也沒有被中華民國與日本之間的和平條約決定
。」
1955年2月5日，《泰晤士報》報導了英國外相安東尼·艾登答詢國會議員辛威爾對於台灣法律地位之詢問。艾登表示：開羅宣言是一個關於台灣及澎湖在戰後應該交還中國的意向聲明，此一交還從未發生，因為有兩個實體要求代表中國而引發了難題，並且各強權對於這兩個實體的地位有歧見；在1945年9月，中國軍隊依據盟軍最高統帥的指示從日本手中接管台灣及澎湖，但此舉並非割讓，也不涉及主權之變更；蔣介石駐於台灣，是依照同盟國與其所達成的安排，由其作軍事佔領，等待進一步安排，而並不構成台灣及澎湖成為中國領土；依據1952年4月的《舊金山和約》，日本正式放棄台灣及澎湖的主權，但此亦非將台灣及澎湖的主權轉移給中國，無論是中華人民共和國或是國民黨政府，因此在英國政府看來，台灣及澎湖的法律主權是不確定或未定的。
1955年2月6日，《紐約時報》在關於《中美共同防禦條約》的報導中寫道，美國政府對於台灣及澎湖的立場是這些領土移交給了第二次世界大戰的同盟國，並且蔣介石只是被要求在它們的所有權獲得最終決定之前幫同盟國管理它們。
1969年11月24日，美國國務院在一場關於軍事援助中華民國的聽證會上表示台灣的地位仍然未定。美國國務院並進一步陳述了美國對於台灣法律地位的立場，當中提到日本無論在《舊金山和約》或在《中日和約》中都沒有把台灣和澎湖割讓給任何國家，由於台灣和澎湖沒有得到任何現行的國際處理，該區域的主權是一個取決於未來國際裁决的未解問題，「中華民國和中國共產主義者雙方都不同意這個結論，並認為台灣和澎湖是中國這個主權國家的一部份。美國承認中華民國政府在台灣和澎湖合法地佔領和行使治權。」

## 現況
近年來，部份學者開始從國際法角度主張台灣在1945年10月25日是被中華民國代表同盟國進行「軍事佔領」:88。現今統治台灣的中華民國政府則否認軍事佔領之說，而是主張其於1945年10月25日依據「開羅宣言」、《波茨坦公告》、《降伏文書》等文件「光復」台灣，並在1952年簽訂的《中日和約》中得到確認。
2019年，台澎國際法法理建國黨在台灣成立，訴求「終止中華民國政權在盟軍授權下進行的佔領代管」及「台灣建國」。

## 文獻
1. ↑  國際和平會議（英语：International Peace Conference）. . 1907  [2020-03-03]. （原始内容存档于2020-04-19）. 第四十二条　　领土如实际上被置于敌军当局的权力之下，即被视为被占领的领土。
2. 1 2  勞特派特修訂; 王鐵崖、陳體強譯.  第一分冊. 北京市: 商務印書館. 1989. ISBN 7-100-00645-7.
3. 1 2 3 4 5 6 7  蘇瑤崇.  (PDF). 《臺灣史研究》 (臺北市: 中央研究院臺灣史研究所). 2016, 卷23 (期3)  [2020-03-03]. （原始内容存档 (PDF)于2021-02-14）.
4. ↑  李強. . 红十字国际委员会. 2016年6月15日  [2020年2月17日]. （原始内容存档于2020年12月2日）.
5. 1 2  曾萍萍. . 臺北市: 萬卷樓. 2003. ISBN 9577394566.
6. 1 2 3 4 5 6 7 8 9 10 11 12 13 14 15 16  陳翠蓮. . 新北市: 衛城出版. 2017. ISBN 9869351875.
7. ↑  George H. Kerr. . Boston: Houghton Mifflin（英语：Houghton Mifflin）. 1965: p. 18. OCLC 242620. OL 5948105M.
8. 1 2 3 4 5 6 7  楊護源.  (PDF). 《高雄師大學報》 (高雄市: 國立高雄師範大學). 2016, 期40  [2020-03-03]. （原始内容 (PDF)存档于2020-02-20）.
9. ↑  周婉窈.  二○一九年增訂版. 臺北市: 玉山社. 2019  [2020-03-03]. ISBN 9789862942420. （原始内容存档于2020-12-02）. 開羅會議之後發布新聞公報，中文正式翻譯作「會議公報」，但後來卻改稱「開羅宣言」。
10. ↑  Robert Ross Smith. . Washington, D.C.: Center of Military History, U.S. Army. 1960: p. 465.
11. ↑  王呈祥. . 臺北市: 海峽學術出版社. 2009: 頁35.
12. ↑  Memorandum by Voorhees to Johnson, December 14, 1949, Formosa file, RG 6, box 8, MacArthur Memorial, NARA. "Formosa remains legally a part of Japan until a treaty of peace. At Potsdam, it was agreed that Japanese areas other than the four main islands should be assigned respectively to certain of the Allies for control until a treaty could be made. Under this plan Formosa was assigned to China......until there is a treaty of peace the Nationalist Government of China is merely a custodian......"
13. 1 2 3  蘇永耀. . 自由時報 (臺北市). 2018年2月23日  [2020年2月21日]. （原始内容存档于2020年12月2日）.
14. ↑  Richard B. Frank（英语：Richard B. Frank）. . New York: Random House. 1999: 233–234. ISBN 0-679-41424-X.
15. 1 2  姜照远. . 哈爾濱市: 北方文艺出版社. 2013  [2020-03-03]. ISBN 753173012X. （原始内容存档于2020-12-02）.
16. ↑  Joint Chiefs of Staff.  . 维基文库. 1945. 1. a. The senior Japanese commanders and all ground, sea, air and auxiliary forces within China (excluding Manchuria), Formosa and French Indo-China north of 16 north latitude shall surrender to Generalissimo Chiang Kai-shek. … 1. f. The above indicated commanders are the only representatives of the Allied Powers empowered to accept surrenders and all surrenders of Japanese Forces shall be made only to them or to their representatives.
17. ↑  前揭註. "10. All Japanese and Japanese-controlled military and civil authorities shall aid and assist the occupation of Japan and Japanese-controlled areas by forces of the Allied Powers."
18. ↑  林朝億. . 新頭殼 (臺北市). 2018年2月22日  [2020年2月21日]. （原始内容存档于2020年12月2日）.
19. ↑  李建良.  (PDF). 台灣社會變遷基本調查第八次研討會. 臺北市: 中央研究院政治學研究所: 頁36. 2006  [2020年3月3日]. （原始内容存档 (PDF)于2015年1月7日）. 所謂的「台灣光復」，基本上是由台灣省行政長官公署「片面」宣稱台灣自1945年10月25日起，歸入中華民國版圖
20. ↑  CIA.  (PDF): p. 4. 1949  [2020-03-03]. （原始内容存档 (PDF)于2015-02-15）. neither the US, or any other power, has formally recognized the annexation by China of Taiwan, the legal status of which, until the conclusion of a Japanese peace treaty, is that of an occupied territory in which the US, as well as the other participants in the war against Japan, still have proprietary interests.
21. ↑  . 民視新聞 (新北市). 2017年7月11日  [2020年2月28日]. （原始内容存档于2020年12月2日）. 就連當時的蔣介石，都清楚明白，台灣不屬於中華民國。根據他在1949年1月發給台灣省主席陳誠的電報，裡頭就曾提到，台灣法律地位與主權，在對日和會未成以前，不過是「託管地」的性質。
22. ↑  〈蔣中正致陳誠電〉，民國38年1月12日，《總統手令錄底》—（民國38年1月1日至8月16日），台北，「國史館」藏
23. ↑  林朝億. . 新頭殼 (臺北市). 2017年1月3日  [2017年1月3日]. （原始内容存档于2017年1月4日）.
24. 1 2  彭孟濤.  (PDF) (碩士). 臺北市: 國立政治大學臺灣史研究所. 2013  [2020-03-03]. （原始内容存档 (PDF)于2020-12-21）.
25. ↑  〈議定中華民國與日本國間和平條約總報告書〉（民國41年5月13日），第11面左頁，外交部「對日和約」案卷第54冊，台北：國家檔案局
26. ↑  United States. . Vol. 31. Washington, D.C.: Office of Public Communication, Bureau of Public Affairs（英语：Bureau of Public Affairs）. 1954: p. 896. The legal position is different, as I think I pointed out in my last press conference, by virtue of the fact that technical sovereignty over Formosa and the Pescadores has never been settled. That is because the Japanese peace treaty merely involves a renunciation by Japan of its right and title to these island. But the future title is not determined by the Japanese peace treaty, nor is it determined by the peace treaty which was concluded between the Republic of China and Japan. Therefore, the juridical status of these islands, Formosa and the Pescadores, is different from the juridical status of the offshore islands which have always been Chinese territory.
27. ↑  . The Times (London). February 5, 1955: p. 9.
28. ↑  James Reston（英语：James Reston）. . New York Times (New York City). February 6, 1955  [2020-03-03]. （原始内容存档于2015-03-08）. Ths position of the Administration is that these territories were handed over to the Allied and associated powers of World War II by Japan, which had held them since 1895, and that General Chiang was merely asked to administer them for the Allied and associated powers pending a final decision as to their ownership.
29. ↑  Shirley A. Kan. . Washington, D.C.: Congressional Research Service: p. 7. 2011-06-03 （英语）.
30. ↑  United States. . Washington, D.C.: United States Government Printing Office: 948. 1970 （英语）. Article 2 of the Japanese Peace Treaty, signed on September 8, 1951, at San Francisco, provides that “Japan renounces all right, title and claim to Formosa and the Pescadores.” The same language was used in Article 2 of the Treaty of Peace between the Republic of China and Japan signed on April 28, 1952. In neither treaty did Japan cede this area to any particular entity. As Taiwan and the Pescadores are not covered by any existing international disposition, sovereignty over the area is an unsettled question subject to future international resolution. Both the Republic of China and the Chinese Communists disagree with this conclusion and consider that Taiwan and the Pescadores are part of the sovereign state of China. The Unites States recognizes the Government of the Republic of China as legitimately occupying and exercising jurisdiction over Taiwan and the Prescadores.
31. ↑  林良昇. . 自由時報 (臺北市). 2015年10月24日  [2020年3月3日]. （原始内容存档于2015年12月22日）.
32. ↑  條約法律司. . 中華民國外交部. 2015年8月27日  [2020年3月3日]. （原始内容存档于2016年5月31日）.
33. ↑  公眾外交協調會. . 中華民國外交部. 2012年8月16日  [2020年3月3日]. （原始内容存档于2021年1月5日）.
34. ↑  . 台澎國際法法理建國黨.   [2020年3月3日]. （原始内容存档于2020年12月2日）. 終止中華民國政權在盟軍授權下進行的佔領代管，促成台澎住民依國際法規範完成自決建國程序，使台澎早日成為主權獨立國家
35. ↑  何文堯、楊柏玨. . 民視新聞網. 2019年10月25日  [2023年2月5日]. （原始内容存档于2020年8月20日）.